# Paul Deetens
Paul Deetens (ur. 1936, zm. 19 listopada 1996 w Laarne) – belgijski kierowca wyścigowy.

## Biografia
W latach 1958–1961 rywalizował samochodami sportowymi, początkowo Porsche 356 Carrera i Alfą Romeo Giulietta, a od 1960 roku Lotusem Elite. Rywalizował m.in. w Grand Prix Spa, Grand Prix Brukseli i 1000 km Nürburgringu. Od 1962 roku koncentrował się na rywalizacji samochodami jednomiejscowymi, szczególnie w NRD i RFN. Po krótkim epizodzie startów Lotusem, od 1963 roku używał Cooperów. Sukcesy Deetens odnosił szczególnie w NRD, a do jego najlepszych wyników należą zwycięstwo w Halle-Saale w 1967 roku oraz drugie miejsce w Bernau rok później. Rywalizował poza tym również m.in. we Francji i Włoszech.
Po zakończeniu kariery zawodniczej był organizatorem wystawy Racing Show w Brukseli, a latem prowadził portową restaurację w Cogolin. Był żonaty z Monique.

## Wyniki
| Legenda oznaczeń w tabelach wyników Wyświetl szablon na nowej stronie | Legenda oznaczeń w tabelach wyników Wyświetl szablon na nowej stronie                                                                     |
| Oznaczenie                                                            | Wyjaśnienie |
| --------------------------------------------------------------------- | --- |
| Złoty                                                                 | Zwycięzca lub mistrzostwo |
| Srebrny                                                               | 2. miejsce lub wicemistrzostwo |
| Brązowy                                                               | 3. miejsce lub II wicemistrzostwo |
| Zielony                                                               | Ukończył, punktował (w klasyfikacji generalnej, gdy zdobył co najmniej jeden punkt na przestrzeni sezonu, poza trzema powyższymi opcjami) |
| Niebieski                                                             | Ukończył, nie punktował (w klasyfikacji generalnej, gdy nie zdobył co najmniej jednego punktu na przestrzeni sezonu)                      |
| Czerwony                                                              | Nie zakwalifikował się (NZ) |
| Czerwony                                                              | Nie prekwalifikował się (NPK) |
| Różowy                                                                | Nie ukończył (NU) |
| Różowy                                                                | Niesklasyfikowany (NS) (w klasyfikacji generalnej, gdy nie został sklasyfikowany w żadnym wyścigu sezonu)                                 |
| Czarny                                                                | Zdyskwalifikowany (DK) |
| Czarny                                                                | Wykluczony (WYK/EX) |
| Biały                                                                 | Nie wystartował (NW) |
| Biały                                                                 | Kontuzjowany (K/INJ) |
| Biały                                                                 | Wyścig odwołany (OD/C) |
| Bez koloru                                                            | Został wycofany (WYC/WD) |
| Bez koloru                                                            | Nie przybył (NP/DNA) |
| Bez koloru                                                            | Nie brał udziału w treningach (NT/DNP) |
| Bez koloru                                                            | Nie został zgłoszony (–) |
| Pogrubienie                                                           | Start z pole position |
| Kursywa                                                               | Najszybsze okrążenie wyścigu |
| †                                                                     | Nie ukończył, ale jego rezultat został zaliczony ze względu na przejechanie więcej niż 90% dystansu wyścigu.                              |
| *                                                                     | Sezon w trakcie |
| 1/2/3                                                                 | Punktowana pozycja w sprincie kwalifikacyjnym                                                                                             |
| Lista systemów punktacji Formuły 1                                    | |

### Niemiecka Formuła Junior
| Rok  | Zespół              | Samochód   | Silnik | Wyniki w poszczególnych eliminacjach | Wyniki w poszczególnych eliminacjach | Wyniki w poszczególnych eliminacjach | Wyniki w poszczególnych eliminacjach | Wyniki w poszczególnych eliminacjach | Wyniki w poszczególnych eliminacjach | Wyniki w poszczególnych eliminacjach | Wyniki w poszczególnych eliminacjach | Wyniki w poszczególnych eliminacjach | Pkt. | Msc. |
| ---- | ------------------- | ---------- | ------ | ------------------------------------ | ------------------------------------ | ------------------------------------ | ------------------------------------ | ------------------------------------ | ------------------------------------ | ------------------------------------ | ------------------------------------ | ------------------------------------ | ---- | ---- |
| 1962 |                     |            |        |                                      |                                      |                                      |                                      |                                      | Austria                              |                                      |                                      |                                      | 0    | NS   |
| 1962 | Paul Deetens        | Lotus 20   | Ford   | NU                                   | -                                    | -                                    | -                                    | -                                    | -                                    | -                                    | -                                    |                                      | 0    | NS   |
| 1963 |                     |            |        |                                      |                                      |                                      |                                      |                                      |                                      |                                      |                                      |                                      | 0    | NS   |
| 1963 | Belgian Racing Team | Cooper T59 | BMC    | NU                                   | -                                    | -                                    | -                                    | -                                    | -                                    | -                                    | NU                                   | NU                                   | 0    | NS   |

### Francuska Formuła Junior
| Rok  | Zespół                  | Samochód   | Silnik | Wyniki w poszczególnych eliminacjach | Wyniki w poszczególnych eliminacjach | Wyniki w poszczególnych eliminacjach | Wyniki w poszczególnych eliminacjach | Wyniki w poszczególnych eliminacjach | Wyniki w poszczególnych eliminacjach | Wyniki w poszczególnych eliminacjach | Wyniki w poszczególnych eliminacjach | Wyniki w poszczególnych eliminacjach | Pkt. | Msc. |
| ---- | ----------------------- | ---------- | ------ | ------------------------------------ | ------------------------------------ | ------------------------------------ | ------------------------------------ | ------------------------------------ | ------------------------------------ | ------------------------------------ | ------------------------------------ | ------------------------------------ | ---- | ---- |
| 1963 |                         |            |        | Francja                              | Francja                              | Francja                              | Francja                              | Francja                              | Francja                              | Francja                              | Francja                              | Francja                              | 0    | NS   |
| 1963 | École de Pilotage Belge | Cooper T59 | BMC    | -                                    | -                                    | -                                    | -                                    | -                                    | -                                    | -                                    | -                                    | NU                                   | 0    | NS   |

### Campionato Italiano
| Rok  | Zespół              | Samochód   | Silnik | Wyniki w poszczególnych eliminacjach | Wyniki w poszczególnych eliminacjach | Wyniki w poszczególnych eliminacjach | Wyniki w poszczególnych eliminacjach | Wyniki w poszczególnych eliminacjach | Wyniki w poszczególnych eliminacjach | Wyniki w poszczególnych eliminacjach | Wyniki w poszczególnych eliminacjach | Wyniki w poszczególnych eliminacjach | Wyniki w poszczególnych eliminacjach | Wyniki w poszczególnych eliminacjach | Wyniki w poszczególnych eliminacjach | Pkt. | Msc. |
| ---- | ------------------- | ---------- | ------ | ------------------------------------ | ------------------------------------ | ------------------------------------ | ------------------------------------ | ------------------------------------ | ------------------------------------ | ------------------------------------ | ------------------------------------ | ------------------------------------ | ------------------------------------ | ------------------------------------ | ------------------------------------ | ---- | ---- |
| 1963 |                     |            |        | Włochy                               | Włochy                               | Włochy                               | Włochy                               | Włochy                               | Włochy                               | Włochy                               | Włochy                               | Włochy                               | Włochy                               | Włochy                               | Włochy                               | 0    | NS   |
| 1963 | Belgian Racing Team | Cooper T59 | BMC    | -                                    | -                                    | -                                    | -                                    | NZ                                   | -                                    | -                                    | -                                    | -                                    | -                                    | -                                    | -                                    | 0    | NS   |

### Wschodnioniemiecka Formuła 3
W latach 1960–1963 mistrzostwa rozgrywano według przepisów Formuły Junior.
| Rok  | Zespół              | Samochód     | Silnik | Wyniki w poszczególnych eliminacjach | Wyniki w poszczególnych eliminacjach | Wyniki w poszczególnych eliminacjach | Wyniki w poszczególnych eliminacjach | Wyniki w poszczególnych eliminacjach | Wyniki w poszczególnych eliminacjach | Pkt. | Msc. |
| ---- | ------------------- | ------------ | ------ | ------------------------------------ | ------------------------------------ | ------------------------------------ | ------------------------------------ | ------------------------------------ | ------------------------------------ | ---- | ---- |
| 1962 |                     |              |        |                                      |                                      |                                      |                                      |                                      |                                      | 0    | NS   |
| 1962 | Paul Deetens        | Lotus 20     | Ford   | ?                                    | -                                    | -                                    | -                                    | -                                    | -                                    | 0    | NS   |
| 1963 |                     |              |        |                                      |                                      |                                      |                                      |                                      |                                      | 0    | NS   |
| 1963 | Belgian Racing Team | Cooper T59   | BMC    | -                                    | -                                    | -                                    | NU                                   | -                                    | -                                    | 0    | NS   |
| 1964 |                     |              |        |                                      |                                      |                                      |                                      |                                      |                                      | 0    | NS   |
| 1964 | Belgian Racing Team | Cooper T56   | BMC    | 7                                    | 11                                   | -                                    | -                                    | -                                    | -                                    | 0    | NS   |
| 1965 |                     |              |        |                                      |                                      |                                      |                                      |                                      |                                      | 0    | NS   |
| 1965 | Belgian Racing Team | Cooper T56   | BMC    | 4                                    | -                                    | -                                    | -                                    | -                                    | -                                    | 0    | NS   |
| 1967 |                     |              |        |                                      |                                      |                                      |                                      |                                      |                                      | 0    | NS   |
| 1967 | Belgian Racing Team | Brabham BT16 | Ford   | 1                                    | -                                    | -                                    | -                                    | -                                    | -                                    | 0    | NS   |
| 1968 |                     |              |        |                                      |                                      |                                      |                                      |                                      |                                      | 0    | NS   |
| 1968 | Belgian Racing Team | Brabham BT16 | Ford   | 2                                    | -                                    | -                                    | -                                    |                                      |                                      | 0    | NS   |